# Pselliophora immaculipennis
Pselliophora immaculipennis är en tvåvingeart som beskrevs av Enrico Adelelmo Brunetti 1911. Pselliophora immaculipennis ingår i släktet Pselliophora och familjen storharkrankar.
Artens utbredningsområde är Bangladesh. Inga underarter finns listade i Catalogue of Life.